# 5548 Thosharriot
5548 Thosharriot eller 1980 TH är en asteroid i huvudbältet som upptäcktes den 3 oktober 1980 av den tjeckiske astronomen Zdeňka Vávrová vid Kleť-observatoriet. Den är uppkallad efter den brittiske astronomen och matematikern, Thomas Harriot.
Asteroiden har en diameter på ungefär 11 kilometer och den tillhör asteroidgruppen Eos.